# Воррінгтон (боро)
Боро Воррінгтон — унітарна територія зі статусом боро в церемоніальному графстві Чешир, північно-західна Англія. Район зосереджений навколо міста Воррінгтон і поширюється на віддалені райони, такі як Лімм, Грейт-Санкі та Берчвуд. Район географічно розташований на північ і північний схід від Західного Чеширу та районів Честер і Халтон у Чеширі, столичного району Сент-Хеленс у Мерсісайді на північному заході та півночі та столичних районів Віган і Траффорд у Великому Манчестері на північному сході, схід і південний схід. Крім того, на південному сході район межує зі Східним Чеширом . Район також розташований між містами Ліверпуль, Солфорд, Манчестер, Честер і Престон. Район охоплює історичні графства Чешир (південна частина округу включає Лімм і Стоктон Хіт) і Ланкашир (північна частина включає сам Воррінгтон і Латчфорд).

## Цивільні парафії
Район містить непарафіяльну територію Воррінгтон і 18 цивільних парафій:
- Епплтон
- Бірчвуд (міська рада)[4]
- Бертонвуд і Вестбрук
- Крофт
- Куердлі
- Калчет і Глейзбері
- Граппенхолл і Телволл
- Великий Санкі
- Хаттон
- Лімм
- Пенкет
- Пултон-з-Файрнхід
- Рікстон-з-Глейзбрук
- Стоктон Хіт
- Стреттон
- Волтон
- Вінвік
- Вулстон

## Історія
Район був історично розділений між історичними графствами Чешир і Ланкашир, весь район (на північ від річки Мерсі) знаходиться в межах історичних кордонів графства Ланкашир, який включає місто Воррінгтон, і райони Латчфорд, Грейт Санкі, Калчет, Глейзбері, Бертонвуд і Берчвуд.
Водночас вся частина району (на південь від річки Мерсі) знаходиться в межах історичних кордонів графства Чешир, до якого входять села Лімм, Стоктон Хіт, Епплтон Торн і Стреттон. Вони залишаються в тому самому окрузі й тепер не змінені реформами. У 1974 році, після реформ місцевого самоврядування, які скасували багато старих округів і округів і створили нові округи або округи. Воррінгтон разом із сусіднім містом Віднес було перенесено до графства Чешир, а вся територія від кордону зі Спік /Віднес до Глейзбері/ Кедісхед переїхала до графства Чешир. Нинішній район був утворений з округу Воррінгтон, районів Калчет і Ньючерч у міському окрузі Голборн, сільського округу Воррінгтон і частини парафії Болд у сільському окрузі Вістон у Ланкаширі та міському окрузі Лімм і парафій Епплтон, Граппенхолл, Хаттон, Стоктон Хіт, Стреттон і Волтон із сільського округу Ранкорн у Ланкаширі. Автомагістраль M62 утворює кордон з Великим Манчестером і Мерсісайдом.